# Phos Hilaron
Phos Hilaron (Φῶς Ἱλαρόν) é um antigo hino cristão escrito originalmente em grego do Novo Testamento. Frequentemente referido pelo seu nome latino Lumen Hilare, pode ser traduzido para o português como 'Luz radiante'. É o hino cristão mais antigo registrado fora da Bíblia ainda em uso. O hino é parte das vésperas nas Igrejas Orientais, e também incluído em algumas liturgias anglicanas e luteranas modernas.

## Origens
O hino é registrado primeiramente por um autor anônimo nas Constituições Apostólicas, escritas em algum momento entre o final do séc. III e começo do IV. É encontrado em uma coleção de quatro de canções para serem cantadas de manhã, à noite, antes das refeições e à luz de velas. Phos Hilaron é para ser cantada ao se acenderem luzes à noite e por isso é às vezes chamado de 'Hino de Acender as Luzes'. Apesar de que as palavras de duas das outras canções serem retiradas das Escrituras e no da outra, datada de cerca de 150 A.D., Phos Hilaron é o primeiro exemplo a ser considerado verdadeiramente um hino no sentido moderno. É certamente o primeiro exemplo completo. É muito mais ritmado do que os outros e dividido em doze versos, variando entre 5,6,8,9,10 e 11 sílabas. São Basílio Magno (329-379 AD) falou a respeito do canto do Phos Hilaron como uma tradição querida da Igreja, e o hino já considerado antigo naquele tempo (apesar de que alguns atribuem ao mesmo Basílio sua composição). A melodia original, como é usada pela Igreja Ortodoxa Grega sobre o texto original, é considerada difícil por transitar por quase duas oitavas, com os extremos caindo nas palavras "celestial" e "o Pai".
Naquele tempo, em Jerusalém, uma lâmpada era mantida queimando continuamente no túmulo vazio de Cristo, sua luz um símbolo da luz viva de Jesus. Quando os cristãos se reuniam para a adoração o hino era cantado, numa tradição conhecida como o acender das luzes, uma era vela acesa pela lâmpada era trazida da tumba e sua luz solitária chamava a Igreja para celebrar o Senhor Ressuscitado.
Santo Atenógenes, um santo de data desconhecida, mas cujo dia de comemoração é o 16 de julho, é creditado por alguns como o compositor do hino, tendo-o feito no dia de seu martírio. Ele é frequentemente representado como um bispo idoso com o braço de seu executor paralisado até que ele completasse a canção. O Martirológio Romano diz: "No Ponto, o aniversário de São Atenógenes, [é celebrado. Ele era] um teólogo de idade avançada, que, quando prestes a consumar seu martírio pelo fogo, cantou um hino de alegria, que ele deixou por escrito para seus discípulos." Ele é provavelmente idêntico ao bispo que foi martirizado com dez discípulos em Sebasteia, na Armênia, em 16 de julho, durante o reinado do imperador Diocleciano, provavelmente cerca do ano 305.
Acredita-se que São Sofrônio de Jerusalém]] (560-638), que era conhecido por sua poesia, tenha revisado o hino e livros litúrgicos orientais frequentemente o identificam como autor, e.g., no texto eslavo abaixo.

## Uso moderno

### Catolicismo
O hino, traduzido em português como Luz esplendente da santa glória, é rezado nas Vésperas da Liturgia das Horas do Tempo Comum, estando indicado para as Vésperas I dos domingos.

### Cristianismo Ortodoxo
O hino é uma parte fixa das vésperas ortodoxas, cantado ou recitado diariamente, na entrada.

### Anglicanismo
O hino foi traduzido para versos ingleses por John Keble, um dos líderes do Movimento de Oxford dentro do anglicanismo, em 1834. A versão de Keble foi colocada para oito vozes por Charles Wood em 1912. Outra tradução foi feita pelo poeta americano Henry Wadsworth Longfellow; uma terceira, por Robert Bridges, apareceu em diversos hinários com música composta por Louis Bourgeois.
A tradicional cerimônia anglicana da Oração Noturna não pedia o uso desse hino, apesar de que qualquer uma dessas versificações pode ser cantada nos pontos da cerimônia que pedem um hino. Mais recentemente, alguma entidade anglicana tem adotado o hino como parte da liturgia noturna. Por exemplo, no Livro de Oração Comum americano de 1979 o prescreve, na tradução em prosa abaixo, como um cântico invitatório que precede imediatamente os salmos apontados para o dia.

## Letra

### Grego
Texto Original Antigo

Φῶς ἱλαρὸν ἁγίας δόξης ἀθανάτου Πατρός, 
οὐρανίου, ἁγίου, μάκαρος, Ἰησοῦ Χριστέ,
ἐλθόντες ἐπὶ τὴν ἡλίου δύσιν, ἰδόντες φῶς ἑσπερινόν, 
ὑμνοῦμεν Πατέρα, Υἱόν, καὶ ἅγιον Πνεῦμα, Θεόν.
Ἄξιόν σε ἐν πᾶσι καιροῖς ὑμνεῖσθαι φωναῖς αἰσίαις, 
Υἱὲ Θεοῦ, ζωὴν ὁ διδούς• διὸ ὁ κόσμος σὲ δοξάζει.
Transliteração (para a pronúncia do Grego clássico)

Phôs hilaròn haghías dóxēs, athanátou Patrós, 
ouraníou, haghíou, mákaros, Iēsoû Christé,
elthóntes epì tḕn hēlíou dýsin, idóntes phôs hesperinón, 
hymnoûmen Patéra, Hyión, kaì Hághion Pneûma, Theón.
Áxión se en pâsi kairoîs hymneîsthai phōnaîs aisíais, 
Hyiè Theoû, zoḕn ho didoús, diò ho kósmos sè doxázei.

### Latim
Lumen hilare iucunda lux tu gloriæ,

fons luminis de lumine,

beate Iesu cælitus a Patre sancto prodiens.

Fulgor diei lucidus solisque lumen occidit,

et nos ad horam vesperam te confitemur cantico.

Laudamus unicum Deum, Patrem potentem,

Filium cum Spiritu Paraclito in Trinitatis gloria.

O digne linguis qui piis lauderis omni tempore, Fili Dei,

te sæcula vitæ datorem personent. Amen.

### Eslavo eclesiástico
A linha superior (em vermelho) diz: "Obra de Sofrônio, Patriarca de Jerusalém"

### Português
Utilizado pela Igreja Católica:

Luz esplendente da santa glória, do Pai celeste imortal
Santo, glorioso Jesus Cristo

Sois digno de ser cantado a toda a hora e momento por vozes inocentes
Ó Filho de Deus, que nos dais a vida

Chegada a hora do sol poente, contemplando a luz do entardecer
Cantamos ao Pai e ao Filho e ao Espírito Santo
Utilizado pela Igreja Greco-Católica Ucraniana:
Ó luz radiante da glória santa,
luz do santo, imortal e bem-aventurado Pai celeste, Jesus Cristo!
Ao chegar o pôr do sol, contemplando a luz do entardecer, 
glorificamos a Deus, Pai, Filho e Espírito Santo.
É justo dar-Vos glória em todo o tempo, aclamar-Vos com vozes piedosas, 
ó Filho de Deus, que dais a vida ao mundo, por isso, o mundo inteiro Vos rende glória.

Utilizado pela Igreja Lusitana (Comunhão Anglicana):
Avé, alegre luz, puro esplendor 

da gloriosa face paternal, 

Avé, Jesus, bendito Salvador, 

Cristo ressuscitado e imortal.
No horizonte o sol já declinou, 

brilham da noite as luzes cintilantes:
 
ao Pai, ao Filho, ao Espírito de amor 

cantemos nossos hinos exultantes.
De santas vozes sobe a adoração 

prestada a Ti, Jesus, Filho de Deus. 

Inteira, canta glória a criação, 

o universo, a terra, os novos céus.

## Música

### Com notação ou áudio on-line
| Tradição ou compositor          | Idioma  | Texto com notação musical                                                                                        | Áudio | Notas |  |
| ------------------------------- | ------- | --- | --- | --- |  |
| Canto bizantino                 | Inglês  | PDF – Western notation; 2 partes (melodia e ison) (PDF), consultado em 14 de dezembro de 2011                    | MP3 – 2 partes (melodia e ison), consultado em 14 de dezembro de 2011 MIDI – Não vocal, consultado em 14 de dezembro de 2011 | Tom plagal 1 |  |
| Canto bizantino                 | Inglês  | PDF – Neumas bizantinos (PDF), consultado em 14 de dezembro de 2011                                              | MIDI – Não vocal, consultado em 14 de dezembro de 2011                                                                       | Tom 2 adaptado da versão atribuída a John Sakellarides                                                                  |  |
| Canto bizantino                 | Inglês  | PDF – Neumas bizantinos (PDF), consultado em 14 de dezembro de 2011                                              | MIDI – Non-vocal, consultado em 14 de dezembro de 2011                                                                       | Tom 2 adaptado da melodia antiga da forma como foi abreviada por Socrates Papadopoulos                                  |  |
| canto carpato-russo             | Inglês  | PDF – Harmonia a 4 partes (PDF), consultado em 14 de dezembro de 2011                                            | | |  |
| canto carpato-russo             | Inglês  | PDF – 2 partes (PDF), consultado em 14 de dezembro de 2011                                                       | MP3 – 2 partes, consultado em 14 de dezembro de 2011 MIDI – Non-vocal, consultado em 14 de dezembro de 2011                  | Arrajo por Fr. Lawrence Margitich (Versão antiga)                                                                       |  |
| canto carpato-russo             | Inglês  | PDF – 2 partes (PDF), consultado em 14 de dezembro de 2011                                                       | | Arranjo: Fr. Lawrence Margitich (Nova Versão)                                                                           |  |
| Canto de Valaam                 | Inglês  | PDF – 2 partes (PDF), consultado em 14 de dezembro de 2011                                                       | MP3 – 2 partes, consultado em 14 de dezembro de 2011 MIDI – Não vocal, consultado em 14 de dezembro de 2011                  | |  |
| canto znamenny                  | Inglês  | PDF –Inclui 2a parte em clave de sol para Altos (PDF), consultado em 14 de dezembro de 2011                      | MP3 – Vocal, consultado em 14 de dezembro de 2011 MIDI – Não vocal, consultado em 14 de dezembro de 2011                     | Tom 5 – 'Canto Tikhonovsky' baseado no canto znamenny                                                                   |  |
| canto znamenny                  | Inglês  | PDF – 2 parts (PDF), consultado em 14 de dezembro de 2011                                                        | MIDI – Não vocal, consultado em 14 de dezembro de 2011                                                                       | Tom 7 – Grande Canto Znamenny – difícil                                                                                 |  |
| Alexander Kopylov (1854 - 1911) | Eslavo  | PDF – 4-part harmony – written in Old Orthography Russian Characters (PDF), consultado em 14 de dezembro de 2011 | MIDI – Não vocal, consultado em 14 de dezembro de 2011                                                                       | especificado "não muito lentamente"                                                                                     |  |
| Dvoretsky                       | Inglês  | PDF – Harmonia a 4 partes (PDF), consultado em 14 de dezembro de 2011                                            | | |  |
| Charles Wood (1866 – 1926)      | Inglês  | PDF and HTML – A cappella – Número de vozes: 8vv, consultado em 4 de janeiro de 2012                             | MID, SIB – A cappella – Número de vozes: 8vv, consultado em 4 de janeiro de 2012                                             | ChoralWiki – letra atribuída a Keble - inclui partitura. (1792-1866), traduzido do hino cristão mais antigo Φως ιλαρον. |  |
| Gouzes                          | Francês | PDF – Harmonia a 4 partes (PDF), consultado em 31 de dezembro de 2012                                            | | |  |

### Outros
- "O gladsome light, O grace" by Robert Bridges, to Le Cantique de Siméon (Nunc Dimittis)
- St Gabriel de Rev. Sir F. A. G. Ouseley (1825–1889)
- Christ Church de Rev E. S. Medley (1838-19--)
- Свѣте тихій (Svyetye tikhiy) da Op. 52, All-Night Vigil, by Pyotr Ilyich Tchaikovsky (1840-1893)
- Sebaste de Sir John Stainer (1840–1901)
- Evening Hymn de Sir Arthur Sullivan (1842-1900)
- Свѣте тихій (Svyetye tihkiy) Op. 23 No.3 de Alexander Gretchaninoff (1864-1956)
- Anthem de Charles Wood (1866–1926)
- Свѣте тихій (Svyetye tihkiy) from Op. 37, All-Night Vigil, de Sergei Rachmaninoff (1873-1943)
- Anthem de Geoffrey Shaw (1879–1943)
- Op.28 de Craig Sellar Lang (1891–1972)
- Phos Hilaron de Alexander Flood (1977-)[1]
- Church Music – David Crowder Band, 2009

### Gravações comerciais
- Notação musical para a Op.28 de Lang
- Escute John Rutter conduzindo a composição de Charles Wood
- Versão de Chris Tomlin
- Versão de Craig Sellar Lang